# 冨田尚弥
冨田 尚弥（とみた なおや、1989年4月22日 - ）は、平泳ぎを専門とする日本の元競泳選手。
身長174センチメートル、体重74キログラム、血液型A型である。
100mより200mを得意とする。

## 経歴
愛知県東海市出身。豊川高等学校を経て、中京大学を卒業する。
2009年世界水泳選手権の200m平泳ぎを2分10秒85で予選17位となり敗退する。2010年のパンパシフィック水泳選手権の200m平泳ぎを2分10秒99で4位となる。2010年アジア競技大会の200m平泳ぎを2分10秒36で優勝する。
東北地方太平洋沖地震の影響で中止された日本選手権水泳競技大会の代替で開催された2011年度競泳国際大会代表選手選考会の50m平泳ぎは28秒40で5位、100m平泳ぎは1分00秒93で3位、200m平泳ぎは2分08秒25で北島康介を抑えて優勝し、2011年世界水泳選手権の代表に選出される。この記録で2011年世界ランキング1位となるが代表選手選考会以降はスランプに陥った。
2011年世界選手権の200m平泳ぎで優勝が期待されたが、2分11秒98で準決勝12位となり敗退する。
2012年日本選手権の100m平泳ぎは1分01秒17、200m平泳ぎは2分11秒76でいずれも6位となり、ロンドンオリンピックに出場できず、冨田は「スランプを意識しないようにしましたが、（スランプは）続いていました。（北島）康介さんと違って自分は本番に弱いので、康介さんがうらやましいです」と述べた。
2014年仁川アジア競技大会の50m平泳ぎは予選敗退、100m平泳ぎは4位であった。10月に後述の窃盗事件により所属先のデサントから解雇される。日本水泳連盟は10月9日に2016年3月末まで選手登録停止処分とし、異議申し立て期間内に異議は提出されず、10月30日に処分が確定した。
登録停止処分明け直後の2016年5月1日、「珍種目No.1は誰だ!? ピラミッド・ダービー」に出演。

## 2014年アジア競技大会での窃盗容疑
2014年アジア競技大会期間中の9月25日、冨田は出場競技がなく他選手を応援に仁川文鶴競技場へ出かけ、聯合ニュース記者のカメラEOS-1D Xから記者が離席中にレンズを取り外して本体のみを盗んだ、と報じられた。9月26日は50m平泳ぎに出場して予選敗退し、後刻に仁川南部警察署から事情聴取されて犯行を認める。動機について「見た瞬間、欲しくなった」と供述し、被害品は選手村の冨田の部屋の鞄から発見されたことから、日本選手団から追放処分とされ、韓国から出国停止処分を受けた。
9月29日に仁川地方検察庁は、冨田を窃盗罪で罰金100万ウォンの略式手続処分とし「アジア大会期間中、かつ、被害者が処罰を望んでいないこともあり、起訴猶予処分とする選択肢もあったが、被害品が高額であることに鑑み、韓国市民と同等に処罰した」と説明している。冨田は10月1日に金浦国際空港から出国する際、集まった報道陣を前に「このたびは大変お騒がせして誠に申し訳ございませんでした」と頭を下げた。
11月6日に仁川地検は、略式命令の謄本を冨田へ送達する旨の意見書を仁川地方裁判所に提出する。冨田は異議がある場合は受領後7日以内に正式な裁判を求めることができる。検察当局は、監視カメラの映像を日本選手団関係者が確認していることなどから容疑の立証は全く問題ないと判断している。冨田は後述のように「カメラは第三者に鞄にねじ込まれたもので、出国を禁止されないように韓国で一時的に罪を認めた」として、日本へ帰国後に無実を主張した。仁川地裁は窃盗罪を認定して有罪と判決した。

### 無罪の訴え
2014年11月6日に冨田は、名古屋市内で会見を開きカメラを盗んだ事実はないと訴えた。冨田は「韓国警察の取り調べも最初から犯人扱いで、通訳から「認めないなら、韓国に残されるかも知れない」と言われ、きちんと話す機会を与えられなかった」と主張している。
JOCは「JOCの2名のスタッフが韓国の警察より監視カメラの映像を見せられ、鞄にカメラを入れる同選手の姿を確認している。現地の取り調べも常に日本側のスタッフが立ち会い、同席した通訳の能力にも問題はなかった。」としており、冨田側の説明とは異なった見解を示している。冨田の弁護士である國田武二郎は「（選手団団長である）青木さんの自宅に電話をしたら『隠しカメラの映像はいっさい見ていない。報告だけ受けた。』と言っている。JOCにかけてみても（犯罪の決定的シーンを見たという）裏が取れてない。日本人のどなたが確認したのか疑問。」と主張している。

### アジア系の男について
冨田は11月6日の会見において、「緑色のズボンをはいた東アジア系の男が、かばんの中にカメラを入れた」と主張した。その際に『（メインプールの横にある）高さが約70センチ、縦幅と横幅がそれぞれ数メートル程度の、細長い長方形の台座』で起きたアジア系の男とのトラブルを、冨田本人が実演した数十枚の写真を用いて國田弁護士が詳しく説明している。その後第3回の公判で防犯カメラの原本が公開され、テレビ朝日の記者は「映像の人物が周りに誰もいないことを確認して右手で自分のポーチを引き寄せ、左後ろにある黒いものを自分のポーチの中に入れてすぐに持ち去っていく様子が映っていた。アジア系の男は確認されていない。」と報告した映像の人物について裁判官は「冨田選手と同一かまでは、確認できない」と指摘し、冨田は「その（裁判長の）立場は本当にうれしかったです」とした。
冨田は会見で「台座で起きたトラブルによって見知らぬ男性からゴミの様なものを押しつけられた」としている。2015年2月に東海テレビで防犯カメラの一部が公開されたが、白っぽい半ズボン姿の人物がバッグを記者席においていた。検察側が用意した映像は、一部が編集されていたほか、モニターに映し出した映像を別のカメラで撮り直した不鮮明なもので、捉えられた映像の時刻は「11:50」を指していた。

### 事件の反響
北島康介は窃盗容疑に関する一連の騒動については「ノーコメント」と判断を明らかにせず、「後輩として、選手として頑張ってくれている選手。いろんな意味で応援している」と話している。中国のスポーツサイトの網易体育は、冨田が目前で第三者に無理やり鞄にカメラを入れられたと言いながらなぜその鞄を自らの意思で持ち帰ったのかと発言の矛盾点を指摘し、韓国側に対して反論するよりカメラ映像を公開すれば万人が納得できる形で事実が明らかになると論評した。

### 裁判の経過
2015年2月2日に仁川地裁で開かれた第2回公判でいざこざが起きた。第1回公判で検察側が証拠として提出を申請した窃盗の場面が映っているとされる防犯カメラ映像を、被告側は映像が不鮮明だったと主張して証拠に採用されず、完全な映像証拠の提出が次回公判に先送りとなった。冨田の弁護士は「本人がカメラを盗んだという最初から最後までの一連の動作がない限り、証拠にはならない」と主張している。法廷通訳が日程を間違えて欠席し、冨田は「よくわからない」まま公判を終えて審理内容をほとんど日本語で説明されなかった。
4月9日の3回目の公判で、以前よりも鮮明な防犯カメラ映像が上映され、裁判官は「第3者が周辺にはいなかったと確認できた」「何者かがかばんを開いて黒い物体を入れる様子が確認できた」と認定した。映像に写る人物が冨田であるか否かの特定は今後に審理される予定で、検察は「映像解析をもとに冨田以外にこのような行為ができる人物がいなかった」と立証する方針で、裁判官は「冨田選手と同一かまでは、確認できない」と指摘している。公判前に冨田の弁護士は、防犯カメラの映像について「本人からはカメラの方向に歩く姿は写っていたが、直接カバンに入れるなど、盗んだ映像はないと聞いています」と語っていたが、映像の男が黒い物体をカバンに入れたことが公判で確認された。韓国警察側が当初主張していた「カメラを入れようとして入りきらず、レンズを外して本体だけを入れ、さらに袋を洋服の中に隠して立ち去る20から30分間の映像」とは異なり、映像の黒い物体がカメラである否かは不明であるため、検察は証拠に乏しいと韓国メディアの多くが伝えた。冨田側は被害者のカメラレンズの指紋に関する捜査結果の提出を求めた。

### 有罪判決
2015年5月28日に仁川地裁は検察の求刑通り窃盗罪を認定し、有罪で罰金100万ウォンの支払いを判決した。第三者の存在を訴えた冨田の主張は、「第三者は防犯カメラに映っていないと認められる」「盗品入手の経緯や入手後の行動は奇妙で信じがたい」として退けられた。冨田は、判決後に「悔しいです。私は絶対に盗んでいません」と主張したが、6月4日に名古屋市内で「これだけ映像が出て裁判官も僕ではないと言ってくれたのに、有罪判決が出て悲しかった。これ以上やっても意味はないです。控訴はせず有罪のまま終わろうと思いました」と控訴しないことを会見で発表し、5月28日に出た罰金刑が確定する。有罪の判決を、落合洋司は5月29日のブログで「裁判所の判断には合理性がある」、若狭勝は夕刊フジに対して「客観的事実と弁解内容の不可解さが大きなポイントになった」、といずれも仁川地裁の判断を妥当とした。

## 自己ベスト
- 50m平泳ぎ - 27秒93
- 100m平泳ぎ - 1分00秒60
- 200m平泳ぎ - 2分08秒25